# Evangelische Kirche (Reichenbuch)

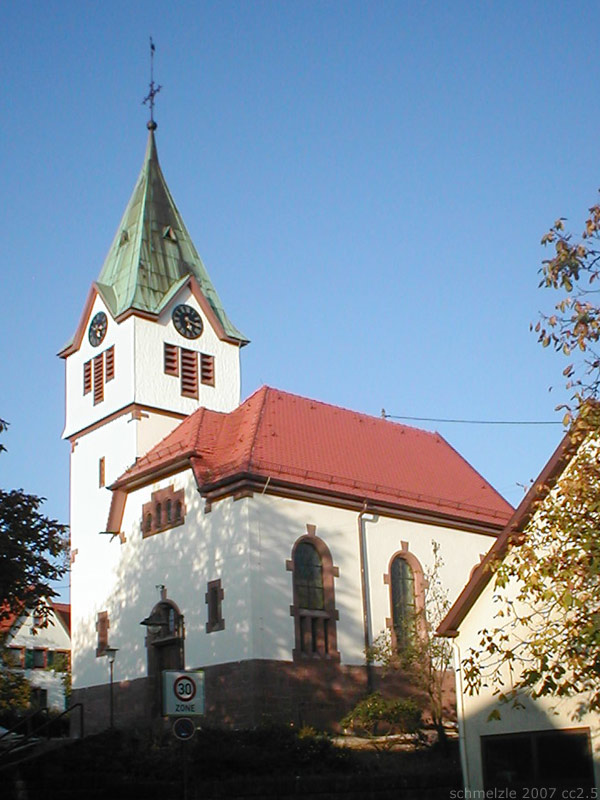
Evangelische Kirche in Reichenbuch

Die Evangelische Kirche in Reichenbuch, einem Stadtteil von Mosbach im Neckar-Odenwald-Kreis in Baden-Württemberg, wurde 1908 nach Plänen von Hermann Behaghel errichtet. Die Kirche ist ein geschütztes Baudenkmal. Die Kirchengemeinde Lohrbach-Reichenbuch-Sattelbach gehört zum Kirchenbezirk Mosbach der Evangelischen Landeskirche in Baden.

## Geschichte
Als die evangelischen Gemeindemitglieder 1906 beschlossen, eine Kirche zu bauen, lebten im Ort 138 katholische und 116 evangelische Christen. Ein Gemeindemitglied schenkte den Bauplatz und zwanzig weitere spendeten eine ansehnliche Summe für den Kirchbaufonds. Am 26. April 1908 fand die feierliche Grundsteinlegung statt und bereits am 27. September 1908 wurde die Kirche eingeweiht.

## Beschreibung
Der Kirchenbau im historisierenden Stil entstand nach Plänen von Hermann Behaghel. Er besitzt Rundbogenfenster mit Einfassungen aus heimischem Sandstein. Über der Portalfront befindet sich im Giebelbereich ein vierfach gegliedertes Fenster. Der Giebel schließt mit einem kleinen Walm ab. Der für die kleine Kirche sehr mächtige Turm, an der Längsseite angebaut, wird von einem Pyramidendach mit Dreiecksgiebeln gedeckt. An allen vier Seiten des rechteckigen Turmes sind unterhalb des Daches Zifferblätter der Turmuhr und Schallluken angebracht.
Die Ornamentmalereien im Innern, die bei Renovierungen überstrichen worden waren, wurden in den 1970er Jahren wieder freigelegt.